# Dự án Lịch sử Vĩ đại
Dự án Lịch sử Vĩ Đại là dự án được Bill Gates và David Christian sáng lập nhằm giúp việc giảng dạy môn lịch sử sáng tạo hơn trên thế giới. Đây là "một nỗ lực nhằm tìm hiểu theo một cách thống nhất lịch sử của vũ trụ, Trái Đất, sự sống và loài người".
Chương trình Nhịp sống số của báo Tuổi Trẻ cho biết: "Một buổi sáng năm 2008, như thường lệ, tỉ phú Bill Gates thức giấc với các bài tập thể dục ở ngôi nhà rộng hơn 6.000m2 bên bờ đông hồ Washington. Giờ giải lao, ông giải trí bằng cách xem các DVD trong loạt Great Courses của Hãng Teaching Company. Như mọi sáng, Bill thường xem về địa lý, khí quyển, nghiên cứu đại dương hay lịch sử nước Mỹ."
Đột nhiên lúc đó, Bill khám phá ra bộ DVD có tên "Big History", một khóa giảng cho sinh viên đại học không theo lối truyền thống của giáo sư người Úc David Christian. "Big History" không tự hạn chế chủ đề và không dạy theo một môn học riêng biệt mà là sự tổng hợp liên ngành của nhiều ngành như lịch sử, sinh học, hóa học, thiên văn học...
Giáo sư Christian tổng hợp tất cả kiến thức vào cách kể chuyện về sự sống trên Trái Đất. Khi ghi hình, ông cho biết phương pháp giảng dạy của mình chịu ảnh hưởng trường phái Annales, một nhóm gồm các sử gia người Pháp đầu thế kỷ 20. Trường phái này cho rằng có thể khám phá lịch sử từ các góc độ không gian và thời gian. Mục đích của ông không phải đưa ra sự miêu tả chi tiết về từng giai đoạn lịch sử mà là tích hợp chúng lại dưới hình thức kể chuyện, lướt qua hàng tỉ năm trong thời gian chỉ một học kỳ.
Bill Gates tỏ ra ấn tượng khi xem cách dẫn dắt lịch sử theo kiểu thuật chuyện này. Ông nói: "Tôi thích nó ngay - ông nói - Nó rất rõ ràng với tôi. Tôi nghĩ mọi người đều nên xem cái này".